# Rolf Strandberg
Rolf Edvin Strandberg (* 4. August 1937 in Örnsköldsvik; † 15. Juli 2011 ebenda) war ein schwedischer Skispringer.

## Werdegang
Sein internationales Debüt gab Strandberg, der für den IF Friska Viljor startete, bei den Olympischen Winterspielen 1960 in Squaw Valley. Von der Normalschanze sprang er auf 86,5 und 81 Meter und erreichte damit Rang 18. Nach einem Jahr Pause startete Strandberg bei der Vierschanzentournee 1962/63. Nach Rang 34 in Oberstdorf landete er in Innsbruck auf dem 27. Platz. Beim Neujahrsspringen auf der Großen Olympiaschanze in Garmisch-Partenkirchen erreichte er mit Rang 24 sein bestes Tournee-Einzelresultat. Da er in Bischofshofen nicht antrat, beendete er die Tournee vorzeitig und belegte Platz 43 der Gesamtwertung. Diesen Gesamtrang erreichte er ebenso bei der Vierschanzentournee 1965/66, obwohl er dort alle vier Springen bestritt. Jedoch war sein bestes Einzelergebnis Rang 48 in Bischofshofen.
Zwischen 1960 und 1966 gewann Strandberg mit der Mannschaft siebenmal den Schwedischen Meistertitel im Skispringen.

## Erfolge

### Vierschanzentournee-Platzierungen
| Saison  | Platz | Punkte |
| ------- | ----- | ------ |
| 1962/63 | 43.   | 540,4  |
| 1965/66 | 43.   | 658,8  |